# Get Me Bodied
„Get Me Bodied” este un cântec al interpretei americane Beyoncé Knowles. El a fost produs de solistă în colaborare cu Swizz Beatz și Sean Garrett, fiind inclus pe4 cel de-al doilea material discografic de studio din cariera independentă a artistei, B’Day.
Piesa a fost felicitată de critica de specialitate, About.com considerând-o una dintre cele mai interesante compoziții de pe albumul de proveniență, în timp ce Pop Matters a descris „Get Me Bodied” drept „versiunea glorificată” a șlagărului lui Gwen Stefani „Hollaback Girl”. Pentru a crește popularitatea înregistrării, a fost lansat și un videoclip regizat de Anthony Mandler, ce s-a bucurat și de prezența fostelor componente ale formației Destiny's Child — Kelly Rowland și Michelle Williams — alături de sora lui Knowles, Solange. Cântecul a fost inclus și pe o ediție specială a discului B’Day, lansată în aprilie 2007, sub forma unui remix intitulat „Extended Mix”, în timp ce scurtmetrajul a fost adăugat pe lista de redare a materialului B'Day Anthology Video Album.
Cântecul a fost lansat ca ultimul single al albumului în America de Nord, în timp ce în Europa a fost distribuit „Green Light”, obținând poziții mediocre în ierarhiile din S.U.A., unde a devenit cel mai slab clasat disc single al cântăreței, ocupând locul șaizeci și opt în Billboard Hot 100. Cu toate acestea, „Get Me Bodied” a ocupat prima poziție în Aruba și treapta secundă în lista muzicală din Canada și a beneficiat de o interpretare în cadrul ceremoniei BET Awards din anul 2007.

## Informații generale și compunere
După încheierea filmărilor pentru pelicula Dreamgirls, unde Knowles deține un rol principal, artista a hotărât să își întrerupă activitatea pentru a lua o vacanță. În acest răstimp, cântăreața a început să lucreze la cel de-al doilea album de studio, B’Day. Interpreta a declarat faptul că: „eram inspirată de personajul din film, adunasem prea multe lucruri, prea multe sentimente, prea multe idei”. Astfel, Beyoncé l-a contactat pe compozitorul american Sean Garrett, cu care aceasta a colaborat și la relaizarea șlagărului „Check on It”. De asemenea, sora artistei, interpreta și actrița Solange Knowles, în compania verișoarei lor Angela Beyince au luat parte la scrierea versurilor.
Knowles s-a inspirat de la Solange și fostele componente ale grupului muzical Destiny’s Child, Kelly Rowland și Michelle Williams . În cântec solista menționează trei prietene foarte bune, care fac referire la cele trei. „Get Me Bodied” a fost produs de Swizz Beatz, Sean Garrett și Knowles, acesta fiind unul dintre cele patru cântece compuse de Swizz Beatz pentru B’Day, alte două înregistrări fiind incluse pe material, „Ring the Alarm” și „Upgrade U” (în colaborare cu Jay-Z). În cadrul unui interviu, Knowles afirmă despre compunerea piesei următoarele:
| “ | „Când am scris piesa am spus «trei prietene foarte bune» deoarece mă gândeam la ele. Ne-am distrat atât de mult și ne simțeam foarte bine împreună. Încercam să părem neînfricate, dar în timpul pauzelor, ne distram spunând glume.” | ” |

## Structura muzicală și versurile
„Get Me Bodied” este un cântec compus în tonalitatea Sol minor și scrisă în măsura de trei pătrimi. Ritmul melodiei vocale cuprinde doar câteva sincope, fiind folosită frazarea melodică a vocii. În cântec se folosește doar câte un acord pe spații mari, prezent pe toată durata piesei. Nu există secțiuni instrumentale lungi, melodia fiind bazată pe structuri repetitive. De asemenea, în „Get Me Bodied” sunt folosite armonii vocale. Piesa a fost numită de către Pop Matters, „versiunea glorificată” a cântecului „Hollaback Girl”, interpretat de cântăreața Gwen Stefani. Suportul vocal este asigurat în totalitate de mezzo-soprana Beyoncé Knowles, interpretarea sa fiind una dinamică și dublată prin supraînregistrare.
Versurile sunt construite în formatul clasic strofă—refren. La începutul melodiei Beyoncé își menționează data de naștere prin intermediul ansamblului de cifre „9—4—8—1” (4 septembrie 1981). O voce masculină intervine pe durata piesei, pronunțând cuvintele precum „hey!” sau „jump!”. Versurile sunt asemănătoare unei liste ce cuprinde „misiunile” care trebuie îndeplinite înainte de a lua parte la o petrecere. În versiunea folosită pentru filmarea videoclipului Knowles începe să explice coregrafia fiecărui dans prezentat în scurtmetraj.

## Lansare și recenzii
Inițial, „Green Light” și „Get Me Bodied” se doreau a fi lansate ca predecesoare ale discului single „Déjà Vu”, primul în Europa iar cel de-al doilea în America de Nord. Cu toate acestea, Knowles a promovat cântecul „Ring The Alarm” ca cel de-al doilea disc single al materialului, el primind doar o lansare în Statele Unite ale Americii. Cu toate acestea, cântecul a fost lansat în America de Nord ca ultimul al albumului, în timp ce în Europa a fost promovat „Green Light”, conform planurilor inițiale. Un disc single ce conține două piese a fost lansat în Statele Unite ale Americii pe data de 10 iulie 2007 ce conține varianta standard și versiunea folosită în videoclip. Ulterior, pe data de 23 octombrie 2007 a fost lansat în aceeași regiune un ringle, intitulat „Get Me Bodied”.
„Get Me Bodied” a primit în general recenzii favorabile din partea criticilor muzicali de specialitate. Chris Richards, de la The Washington Post, a numit cântecul drept „unul perfect pentru cluburi”, ce are „un ritm melodic îndemânatic”. US Weekly descrie „Get Me Bodied” drept un „cântec dance vioi”. Spence D. (IGN) a descris refrenul piesei drept „pur și simplu hipnotic”. Hip Online consideră „Get Me Bodied” unul dintre cele mai bune cântece de pe album alături de „Green Light”. Mike Joseph (PopMatters) nu a fost la fel de încântat de piesă, numind-o „o risipă”. Sasha Frere (The New Yorker) îi împărtășește acestuia părerea numind producția semnată de Swizz Beatz un cântec „anxios”.
Cântecul a primit o nominalizate la premiile VH1 Soul Vibe la categoria „VH1 Soul Video of the Year” („Videoclipul soul VH1 al anului”). About.com consideră „Get Me Bodied” una dintre cele mai bune producții aflate pe B’Day. Textierii piesei au primit premiul pentru „Cel mai bun cântec R&B/hip-hop” din partea ASCAP în 2008.

## Ordinea pieselor pe disc
| Nr.                              | Titlul              | Durată |
| -------------------------------- | ------------------- | ------ |
| Descărcare digitală              |                     |        |
| 01.                              | „Get Me Bodied” [A] |        |
| Disc single distribuit în S.U.A. |                     |        |
| 01.                              | „Get Me Bodied” [B] | 4:00   |
| 02.                              | „Get Me Bodied” [C] | 6:18   |

| Nr.                              | Titlul              | Durată |
| -------------------------------- | ------------------- | ------ |
| Maxi single distribuit în S.U.A. |                     |        |
| 01.                              | „Get Me Bodied” [C] | 6:21   |
| 02.                              | „Get Me Bodied” [D] | 6:17   |
| 03.                              | „Get Me Bodied” [E] | 4:50   |

Specificații
| - A ^ Versiunea de pe albumul de proveniență, B’Day. - B ^ Editare radio. - C ^ Remix „Extended Mix”. | - D ^ Remix de Timbaland în colaborare cu Voltio. - E ^ Remix de Timbaland în colaborare cu Fabolous. |

## Videoclip
„Get Me Bodied” a fost unul dintre videoclipurile filmate în timpul celor două săptămâni dedicate realizării albumului video B’Day Anthology Video Album. Videoclipul a fost regizat de Anthony Mandler împreună cu Beyoncé. Versiunea utilizată în clip este una diferită e cea inclusă pe B’Day, ea având o durată totală de șase minute și optsprezece secunde. Această variantă este inclusă pe ediția specială a materialului, lansată în aprilie 2007. Filmările au necesitat două zile, dansurile fiind realizate de coregrafii Rhapsody, Todd Sams, Clifford McGhee și Bethany Strong. De asemenea, Knowles le-a invitat pe fostele sale colege din formația Destiny's Child, Kelly Rowland și Michelle Williams, dar și pe sora ei, Solange Knowles să ia parte la filmările scurtmetrajului.
Mama interpretei, Tina Knowles, a confecționat peste șaizeci de ținute pentru Beyoncé și ceilalți protgoniști ai materialului promoțional. Segmentele dansante sunt inspirate din coregrafiile anilor '60 și este inspirat din musicalul Sweet Charity. Referitor la ultima parte a videoclipului, artista afirmă următoarele lucruri: „Explică modul în care sunt realizate aceste dansuri. Videoclipul este foarte lung datorită faptului că timp de trei minute eu enumăr dansuri. Este un videoclip stilat, modern, retro și vintage în același timp.” Coregrafiile prezente în „Get Me Bodied” au fost parodiate de grupul muzical Freemasons în scurtmetrajul piesei „When You Touch Me”.
O versiune reeditată a materialului a fost produsă pentru versiunea alternativă, remixul, realizat de Timbaland și Voltio. Deși cel din urmă nu apare în videoclip, părți nefolosite în scurtmetrajul original sunt adăugate în timpul segmentelor sale din cântec. Versiunea reeditată a fost adăugată pe MTV Overdrive pe data de 26 iulie 2007 și este disponibil pe iTunes. Videoclipul a fost inclus și pe DVD-ul Irreemplazable.

## Prezența în clasamente
Lansat în principal în S.U.A., cântecul a activat modest în două dintre cele trei ierarhii compilate de Billboard, în principal în lista oficială americană, Billboard Hot 100. Acest lucru s-a datorat intrării premature în clasament, înaintea lansării oficiale „Get Me Bodied” a debutat în ierarhie pe data de 26 mai 2007, când în clasament se mai aflau atât „Beautiful Liar” cât și și „Irreplaceable”. Piesa nu a reușit să intre în top 40, atingând doar treapta cu numărul șaizeci și opt, devenind astfel cel mai slab clasat single de pe albumul de prveniență. În ciuda poziților mediocre obținute în lista antemenționată, discul a staționat în clasament timp de optrsprezece săptămâni. Cu toate acestea, „Get Me Bodied” a obținut locul zece în Billboard Hot R&B/Hip-Hop Songs, devenind un nou șlagăr de top 10 pentru solistă în acest clasament. Cântecul s-a comercializat în peste 411.000 de exemplare în Statele Unite ale Americii, conform Nielsen SoundScan.
Cântecul a debutat pe poziția secundă în Canada și a staționat timp de două săptămâni consecutive. De asemenea, în anul 2008, „Get Me Bodied” a activat în clasamentul Brasil Hot 100 din Brazilia, unde a obținut locul 22.

## Clasamente
| Țară (clasament)          | Poziția maximă | Referință |
| ------------------------- | -------------- | --------- |
| Aruba (Hit 94 FM)         | 1              | [ 9 ]     |
| Brazilia (Brazil Hot 100) | 22             | [ 33 ]    |
| Canada (Cannoe JAM)       | 2              | [ 10 ]    |
| Portugalia (APC Charts)   | 45             | [ 31 ]    |

| Țară (clasament)                 | Poziția maximă | Referință |
| -------------------------------- | -------------- | --------- |
| S.U.A. (Billboard Hot 100)       | 68             | [ 8 ]     |
| S.U.A. (Billboard Hot R&B Songs) | 10             | [ 8 ]     |
| S.U.A. (Billboard Pop 100)       | 88             | [ 8 ]     |

## Versiuni existente
| - „Get Me Bodied” (editare radio) - „Get Me Bodied” (editare radio) - „Get Me Bodied” (editare radio) | - „Get Me Bodied” („Extended Mix”) - „Get Me Bodied” (remix de Timbaland în colaborare cu Voltio) - „Get Me Bodied” (remix de Timbaland în colaborare cu Fabolous) |